# 爱德华生命科学
爱德华生命科学(英語：Edwards Lifesciences)是一家美国医疗设备公司，专门从事人工心脏瓣膜和血液动力学监测。

## 历史
1958年创建，创始人爱德华开始研发首个人造心脏。2000年在纽约证券交易所挂牌上市。2002年开始进入中国市场，中国区新总部正式在上海成立。在心血管医疗器械领域，竞争对手有美国雅培，波士顿科学和美敦力。